# Manoel Maria (futebolista)
Manoel Maria Evangelista Barbosa dos Santos (Belém, 29 de fevereiro de 1948), mais conhecido como Manoel Maria, é um ex-futebolista brasileiro que atuava como ponta-direita.
"Mané" Maria é considerado um dos maiores ídolos da história do Santos, assim como o primeiro a defender alguma Seleção Brasileira de Futebol vindo diretamente do futebol paraense, convocado para a seleção olímpica em 1968 desde a Tuna Luso, onde mais se destacou localmente embora também tenha defendido os outros grandes locais (Remo e Paysandu). Dentro e fora dos campos, trabalhou nos três principais times também da Baixada Santista: além do Santos, jogou na Portuguesa e foi gerente do Jabaquara.
Manoel Maria esteve perto de integrar a seleção principal convocada à Copa do Mundo FIFA de 1970, ano em que sua carreira atrofiou-se em função de um sério acidente automobilístico meses depois da competição. Foi eleito no ano 2000 o ponta-direita da seleção do século XX do futebol paraense, em votação realizada entre vinte e dois cronistas esportivos.
Seu prenome é ocasionalmente grafado com a letra u ao invés do o ("Manuel"), que é a letra com a qual foi registrado. Outro equívoco comum é apontar Manoel Maria como nascido em Santarém. Embora tenha morado e despontado para o futebol nesta cidade, ele nasceu na capital paraense.

## Carreira em clubes

### Inícios, no Pará
Seu pai, Davi Natanael, falecido em 2013, já trabalhava com futebol: foi um dos fundadores do São Raimundo, tradicional clube de Santarém, onde também jogou e treinou, sendo técnico também do rival São Francisco; com o futebol santareno ainda tardando até 1976 para participar do campeonato estadual paraense, Davi sobressaiu-se com títulos municipais como treinador das duas equipes; e também foi presidente da liga esportiva santarena. Manoel Maria cresceu em Parintins, no Amazonas, voltando a Belém aos onze anos de idade.
O primeiro clube de Manoel foi o extinto União Esportiva, o primeiro campeão paraense de futebol, com dois títulos longínquos na década de 1900. Chegou lá em 1963, precisamente na última temporada em que a equipe adulta do União disputou a primeira divisão estadual. Embora começasse a década de 1960 sendo presidido pelo próprio governador do Pará, Aurélio do Carmo, este time vinha perdendo desde a década de 1940 o posto de "terceiro grande" para a Tuna Luso; e retirou-se em 1964 das competições de futebol. Ainda assim, Manoel Maria teve tempo para integrar goleada de 6-1 dos alvinegros sobre o Paysandu, pelo campeonato juvenil.
Após o começo no União, Manoel Maria tentou seguir no Remo o sonho de desenvolver a carreira. Curiosamente, isto ocorreu sob indireta influência de Pelé e do Santos: relembraria em 2022 que "em 1965, um amigo me levou para fazer um teste no Remo, que eu não queria fazer, mas fui apenas porque ele disse que a gente poderia ver de graça uma partida que o Santos de Pelé faria. Foi a primeira vez que vi aquele time de perto". Essa partida ocorreu em 29 de abril de 1965, em ocasião que ficou famosa no Pará por render a imagem de Pelé trajado com a camisa azulina, com a qual entrara em campo para retribuir o prestígio oferecido pelos paraenses.
Todavia, as categorias de base remistas não vinham sendo valorizadas na instituição e o Manoel Maria ainda fraturou um braço. Resolveu sair e passou a residir em Santarém com os pais, Davi Natanael e Olgarina Evangelista. No município do Rio Tapajós, Manoel Maria jogou no São Raimundo. Destacou-se e foi chamado para a seleção santarena na disputa do Torneio Intermunicipal de 1966. O município de Soure terminou campeão, mas o ponta-direita destacou-se nos jogos finais, realizados em Belém. Despertou interesse de clubes da capital e acertou com a então Tuna Luso Comercial, que dali a alguns meses viraria a Tuna Luso Brasileira.
O clube cruzmaltino programou-se para passar por Santarém no início de 1967 para concretizar o negócio com a promessa. O acerto foi polêmico, pois o Remo inicialmente declarava ainda deter o passe do jogador, mas ficou silente ao fim do prazo formal estabelecido pela Federação Paraense de Desportos. Manoel Maria, por sua vez, ficou cerca de apenas um ano na Tuna. Após chegar no início de fevereiro de 1967, já em março de 1968, mês em que estreou na seleção brasileira olímpica, foi negociado com o Santos, por 80 mil cruzeiros novos. Em clássicos paraenses, sobressaiu-se especialmente na rivalidade com o Remo: em 1967, marcou o gol tunante em 1-1 amistoso em 30 de maio e em vitória, também amistosa, em 14 de setembro; e, pelo estadual, abriu triunfo de 4-1 de em 5 de novembro.
O seu melhor desempenho no futebol paraense, na realidade, deu-se no Amazonas, em excursão cruzmaltina vitoriosa entre agosto e setembro de 1967. Nenhuma outra excursão paraense retornou invicta do Estado vizinho com tantos jogos lá realizados. Foram oito jogos e Manoel Maria neles marcou seis gols, sendo o artilheiro da excursão e destacando-se também por dribles e passes. A turnê começou com um 6-1 no Fast, com quatro gols tunantes no primeiro tempo em espaço de sete minutos. Manoel Maria abriu o placar e fez outros dois, com o terceiro saindo no minuto seguinte ao do segundo. O resultado chamou a atenção local e despertou interesse de espectadores para os jogos seguintes. Manoel Maria marcou o primeiro também no jogo seguinte, no 3-0 sobre o Rio Negro. Os resultados seguintes foram 1-1 com o Olímpico, 3-3 com o São Raimundo (com outro gol de Manoel), novo 1-1 com o Olímpico e 2-0 no São Raimundo até propor-se aquele clássico com o Remo (que também se encontrava em Manaus) ocorrido em 14 de setembro. Manoel Maria fez o único gol, para no dia seguinte ele e demais tunantes entrarem novamente em campo e vencerem por 1-0 o Nacional.
No regresso daquela excursão, a Tuna começou sua participação no Estadual de 1967. Mesmo com a equipe não ganhando nenhum turno, vendo Remo e Paysandu decidirem o título após uma série de Re-Pas, Manoel Maria foi eleito a revelação do ano e também para a seleção do ano no Pará. Em algumas semanas, a seleção brasileira olímpica iniciaria treinamentos com vistas ao Torneio Pré-Olímpico de 1968. Manoel Maria teve sua convocação recomendada pelo presidente da Federação Paraense a João Havelange em pessoa, e o presidente da Confederação Brasileira de Desportos prometera-lhe que isto seria providenciado. Manoel Maria ausentou-se em uma primeira convocação, mas Havelange intercedeu para que fosse colocado no time. Superando desde os jogos-treino a inicial desconfiança alheia por conta da convocação apadrinhada, não permaneceu por muito tempo na Tuna após um bom pré-Olímpico; embora chegasse a participar do campeonato paraense de 1968, despediu-se ainda no início da competição.
O técnico da seleção olímpica era Antoninho Fernandes, que em paralelo também era o treinador do Santos, intermediando assim a transferência da revelação, que também interessava ao Flamengo, inclusive pela condição formal de amador baratear negociações. Manoel Maria tinha a aprovação também de Zito. A venda foi acertada em 80 mil cruzeiros novos, metade destinada ao clube paraense e metade ao jogador. A possibilidade de um negócio com o Flamengo teria sido rechaçada por conta do presidente tunante ser também torcedor do rival Fluminense.

### No Santos de Pelé

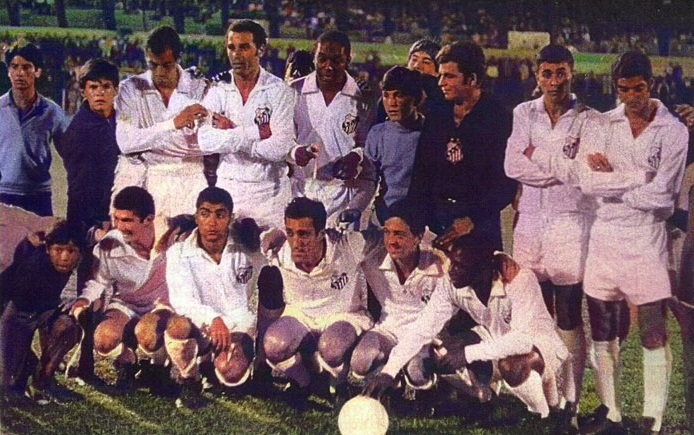
Manoel Maria no Santos em 1969, como jogador agachado mais à esquerda. Na imagem, estão em pé Carlos Alberto Torres, Ramos Delgado, Joel Mendes, Cláudio, Clodoaldo e Rildo. Agachados: Manoel Maria, Negreiros, Toninho Guerreiro, Douglas e Edu. Antes de vitória em Avellaneda sobre o Racing pela Supercopa Sul-Americana dos Campeões Intercontinentais de 1968.

Estreou na pelo Santos em meio a uma excursão da equipe pela Europa, escalado pelo treinador Antoninho Fernandes para substituir Amauri no decorrer de derrota por 5-4 em amistoso com o Zurique realizado na Suíça em 15 de junho. No Santos, Manoel gradualmente corrigiu algumas falhas, como jogar de cabeça baixa, não disputar a bola, alguma indecisão aparente quando chegava na linha de fundo e não saber chutar com o pé esquerdo ou cobrar escanteios com precisão. Embora sua estreia pelo clube no Brasil tenha sido promissora, com gol sobre o XV de Piracicaba  e lembrando Garrincha, inicialmente chegou a ser criticado por falta de objetividade em seus dribles. Mas não deixou de ser imediatamente campeão como titular do Torneio Roberto Gomes Pedrosa de 1968, um dos campeonatos brasileiros daquele ano. Foi o último título nacional do Santos na Era Pelé.
Manoel Maria, curiosamente, também obteve título na Região Norte do Brasil, no Torneio da Amazônia, realizado em agosto contra os clubes amazonenses do Nacional e do Fast. Na virada de 1968 para 1969, integrou o elenco de outras campanhas vitoriosas, na Supercopa Sul-Americana dos Campeões Intercontinentais de 1968 e na Recopa dos Campeões Intercontinentais. A Supercopa envolveu jogos de ida e volta contra Peñarol e Racing, os outros clube sul-americanos vencedores até então da Taça Intercontinental. Manoel esteve em três dos seis jogos, inicialmente como reserva de Edu no primeiro duelo com o Racing (entrando em campo nos dez minutos finais de vitória de 2-0 no Palestra Itália), sendo então titular em nova vitória sobre este clube (3-2, dentro do Cilindro de Avellaneda) e da derrota de 3-0 no estádio Centenario para os uruguaios, a única da campanha.
Em 1969, foi titular também na conquista do Estadual daquele ano. Logo foi reconhecido como o substituto do ídolo Dorval, que deixara o clube em 1967. Também foi titular naquele ano em partidas de outros momentos marcantes da história santista: o amistoso na Nigéria famoso por interromper a Guerra de Biafra, momento recordado 53 anos depois pelos próprios nigerianos - em homenagem na qual Manoel Maria deu o pontapé inicial de novo amistoso, em Benin City; e o jogo contra o Vasco da Gama marcado pelo milésimo gol de Pelé. Ainda em 1969, chegou a marcar gols sobre o Peñarol (vitória de 2-0) e o Estudiantes de La Plata (derrota de 3-1) pela edição daquele ano da Recopa Intercontinental, além de outro em triunfo de 4-1 sobre o Flamengo pelo campeonato brasileiro.
O desempenho de Manoel Maria foi melhor reconhecido no início de 1970, liderando o título do clube na Taça Cidade de São Paulo, competição que envolveu os cinco principais clubes paulistas em meio aos desfalques de suas estrelas para a seleção brasileira, que se preparava para a Copa do Mundo FIFA de 1970. Visando uma preparação com antecedência para o Mundial para evitar uma repetição do fracasso na Copa do Mundo FIFA de 1966, o futebol brasileiro havia paralisado suas principais competições. A Taça Cidade de São Paulo, assim, manteve ativo o quinteto Santos (embora sem Pelé, Carlos Alberto Torres, Clodoaldo, Joel Camargo e Edu), Palmeiras (sem Emerson Leão e Baldocchi), Corinthians (sem Rivellino e Ado), São Paulo (sem Gérson) e Portuguesa (sem Zé Maria). Mesmo sendo a equipe mais desfalcada, o Santos sofreu uma única derrota; na rodada final, poderia ser campeão mesmo se apenas empatasse com o Palmeiras, que era campeão até os 43 minutos do segundo tempo ao vencer parcialmente por 1-0 - o gol do empate e do título foi precisamente de Manoel Maria.

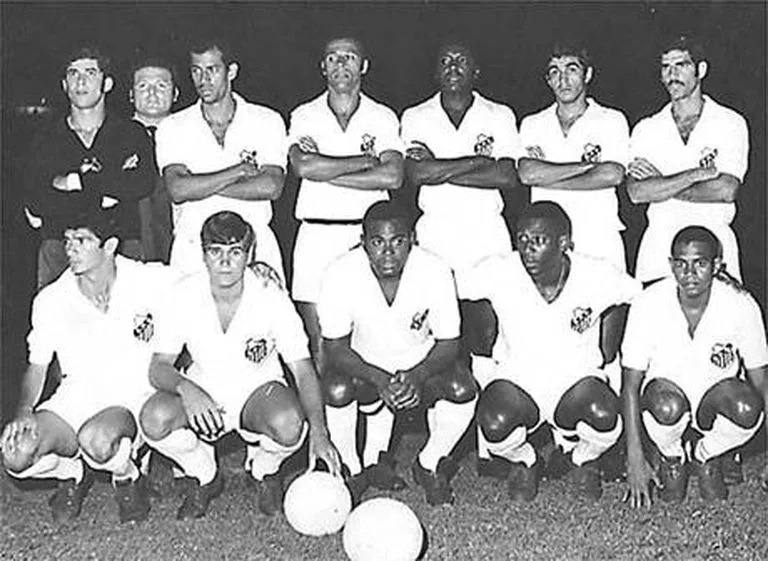
Novamente como primeiro agachado em outra foto do Santos, nesta com Pelé (penúltimo).

A boa fase no primeiro semestre de 1970 fez Manoel Maria, ele próprio também presente na lista dos 40 pré-convocados à Copa do Mundo, ter sua efetivação pedida na imprensa. O ano de 1970, no qual ganhou também o Torneio Internacional de Santiago, foi também o único em que ele marcou gols nos clássicos contra os demais três grandes paulistas. Foram Manoel dois contra o São Paulo, ambos no 4-0 em 21 de março de 1970 pela Taça Cidade de São Paulo; três contra o Palmeiras, cada um em três dérbis seguidos em 1970, em 24 de abril pela Taça Cidade de São Paulo (1-1), em 5 de julho (2-0) e em 6 de setembro (1-1), ambos pelo Estadual; e um contra o Corinthians, em 30 de agosto de 1970, no 1-1 também válido pelo Estadual.
Os pedidos de sua convocação, já existentes por ocasião da lista preliminar, se reforçaram sobretudo após o corte de Rogério, mas Manoel Maria terminou não chamado. Já após a Copa ele chegou a jogar, em agosto de 1970, três jogos seguidos pelo time do Exército entre quinta-feira e sábado, quando, à noite, teria novos 90 minutos pelo Santos, não aguentando ficar até o fim. Estava cinco quilogramas abaixo da massa ideal. No dia 8 de outubro, o jogador, no dia seguinte a uma participação em vitória fácil sobre o complicado Internacional pelo Brasileirão, sofreu um sério acidente automobilístico quando se dirigia da casa da noiva para o quartel onde servia o Exército. Ao passar pelos trilhos molhados da Avenida Presidente Wilson, ele, fã de velocidade quando dirigia desacompanhado, derrapou e capotou até bater em um poste e um uma caminhonete. Foi hospitalizado com estado gravíssimo, com suspeita de fratura craniana, ficando inconsciente por dias. As condições clínicas melhoraram em poucos dias; o acidente rendeu-lhe deslocamento em uma clavícula e três costelas fraturadas. Em duas semanas, já estava fora de perigo, mas com uma recuperação já esperada como lenta, sem previsão de retorno ao futebol.
As sequelas iniciais incluíam paralisia no lado esquerdo do corpo, um desvio na coluna e paralisia parcial no músculo do olho direito. Recuperou-se rápido da paralisia do lado esquerdo e do desvio na coluna, mas ainda teve problemas de visão do olho afetado, que lhe obrigavam a girar completamente o corpo para ver o que se passava à sua esquerda. Também perdia o equilíbrio com facilidade e precisou reaprender ainda a driblar, sua habilidade mais característica. Sentiu tonturas e não notava quando era atacado por trás. Apesar do drama, reagia com bom humor, brincando ser divertido enxergar duas bolas em campo, outra consequência do problema em um dos olhos. Seu afastamento decorrente do acidente acabou ressaltando a importância do paraense ao elenco santista, que caiu de produção. Seus dribles, antes criticados, foram revistos como peça-chave. A possibilidade de um retorno, outrora considerada milagrosa, pôde se concretizar no fim de 1971, retornando em vitória amistosa por 3-0 na Venezuela sobre o Boca Juniors, substituindo Pelé.
Embora não voltasse a ser novamente o mesmo jogador, o paraense ainda participaria de excursões internacionais, como uma no Qatar já no início de 1973, chegando também a ter atuações elogiadas no Paulistão daquele ano. Integrou o Santos no primeiro turno da campanha vitoriosa, seguindo depois à vizinha Portuguesa Santista. Permanecera no Santos até precisamente a partida que garantiu a conquista do primeiro turno, na goleada de 5-1 sobre a Ponte Preta. Desavenças com a diretoria alvinegra lhe renderam passe livre. Outro de seus últimos jogos foi um 6-0 no Juventus da Mooca, marcando o último gol. Somente quatorze anos depois o Santos voltaria a marcar seis gols na mesma partida.

### Pós-Santos

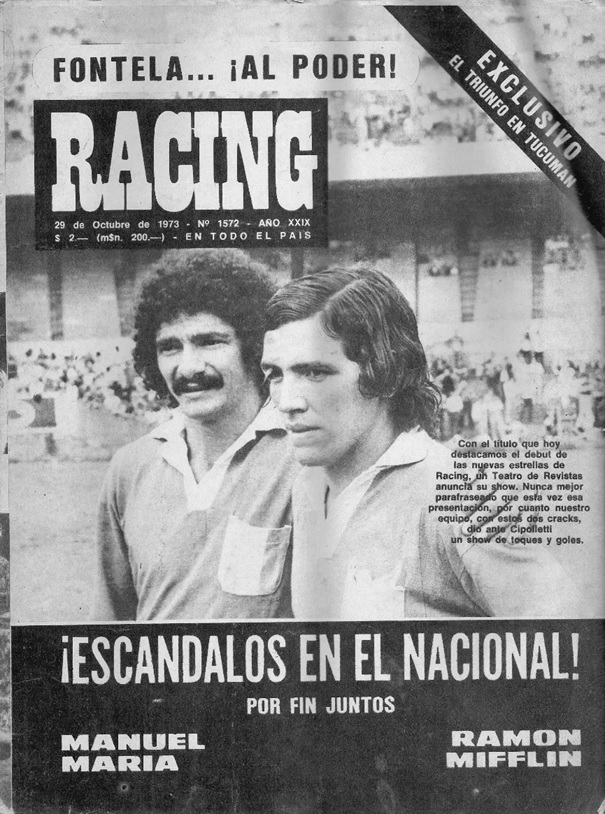
Junto a Ramón Mifflin na tarde em que ambos estrearam pelo Racing.

Após o Paulistão de 1973, onde defendeu Santos e Portuguesa Santista, Manoel Maria ainda foi sondado por Flamengo, onde chegou a testar-se, Vasco da Gama, Desportiva e Olaria, na época visto como o mais forte entre os clubes cariocas considerados pequenos: terceiro colocado no estadual de 1971, tendo em 1972 atraído o próprio Garrincha e classificado-se exatamente em 1973 pela primeira vez à Série A do campeonato brasileiro - possuindo ao longo desse curto período alguns jogadores convocados à seleção brasileira. O alvianil já havia contado naquela fase inclusive com outro paraense de quem "Mané" fora colega na Tuna e no próprio Santos, o lateral Haroldo Nepomuceno, recém-contratado pelo Vasco.
Manoel Maria terminou, porém, negociando com o futebol argentino para defender o Racing, um dos cinco grandes clubes do país vizinho. O time de Avellaneda vinha se atraindo por antigas estrelas santistas particularmente desde a década de 1960, iniciando um intercâmbio retroalimentado pelos brasileiros, a incluir previamente as passagens mútuas de Dorval, César Luis Menotti, Silva Batuta e Agustín Cejas, dentre outros. Na própria Academia, Manoel Maria foi colega de um futuro santista, o peruano Ramón Mifflin, mas terminou não agradando no novo clube. O técnico era Ángel Labruna, que como jogador curiosamente marcara gol na partida que marcou a estreia de Pelé pela seleção brasileira.
Foram apenas cinco jogos de Manoel Maria pelo Racing, sem gols. Foram válidos pelo Torneio Nacional e o brasileiro só jogou a totalidade de uma partida; estreou na 6ª rodada, em 28 de outubro. No minuto 62, quando a vitória em casa por 4-0 sobre o Cipolletti já estava em 3-0, foi substituído pelo técnico Labruna. Na rodada seguinte, Labruna o substituiu no minuto 53, logo após o Racing descontar para 3-2 em derrota de 4-3 para o Colón, no estádio adversário. Na 8ª rodada, atuou em toda a derrota de 2-1 em casa para o San Martín de Mendoza. Na 9ª, Labruna tirou-lhe no minuto 52, com o placar de 1-1 com o San Lorenzo de Mar del Plata já finalizado. Só voltou na 13ª rodada, também seu último jogo, no Clássico de Avellaneda. O rival Independiente conseguiu um placar de 2-1 no último minuto do primeiro tempo e Labruna reagiu colocando o brasileiro imediatamente, sem evitar derrota final por 3-1. Esse clássico ficou especialmente célebre por ser o primeiro jogo que o rival disputava após ter vencido o Mundial Interclubes de 1973, chegando a ser aplaudido pela própria torcida racinguista ao desfilar com a taça no próprio estádio racinguista, local do dérbi, em contexto de convivência amigável e sem ares de provocação no ato - que inclusive retribuía reconhecimento similar oferecido pelo Independiente quando o vizinho vencera o Mundial Interclubes de 1967.
Em dezembro de 1973, o Santos viajou a Buenos Aires para amistoso festivo com o Huracán, recém-campeão argentino naquele ano, sob comando do próprio ex-santista Menotti. A partida marcava a inauguração da nova iluminação noturna do estádio huracanense. Manoel Maria aproveitou a vinda dos velhos colegas e os visitou, sendo na ocasião entrevistado por A Tribuna. Ao jornal, assim descreveu a situação que então vivia na Argentina:
| “ | Fiz um contrato de dois meses, até o fim de dezembro. Acontece que o Racing está sofrendo uma crise financeira muito forte e uma prova evidente de que eles não têm dinheiro é que nós não estamos nem concentrando, para não fazer mais despesas. De forma que o clube está muito mal e isso reflete dentro de campo, nos jogadores. A diretoria vai ser mudada, o técnico também, deixando os jogadores inseguros. Isso nos tem prejudicado bastante, levando até a resultados negativos. A situação prejudica muito mais a mim porque o passe é meu. O time não indo bem fica mais difícil fazer outro bom contrato e ganhar aquilo que a gente pretende. Mas estou tranquilo porque estou esperando um negócio de outra parte e assim é possível que eu fique por aqui mesmo ou acabe indo para outro lugar. O que posso dizer aos meus amigos e torcedores, àqueles que gostam de mim e já demonstraram isso quando eu estava doente, a que eu devo uma satisfação da minha vida futebolística, é que estou bem, tranquilo, e minha situação é excelente. Estou tratando com gente muito honesta, pessoas que merecem ser chamadas de homem. Porque nem todos aqueles que se dizem homens o são realmente, isto é, nem todos os que vestem calças são realmente homens. E aqui, graças a Deus, encontrei verdadeiros homens. Assim, posso dizer que profissionalmente e financeiramente minha situação é excelente. (...) No futebol se vê muita injustiça e a gente tem no peito um pouco de revolta, mas supera isso tudo. Eu não tenho queixa de ninguém. Repito que saí do Santos tranquilo, tenho bons amigos e agradeço mais de uma vez aos diretores, à torcida, aos ex-colegas, enfim, a todos os que estiveram comigo me prestigiando quando estive no clube. Principalmente ao Pelé, quero agradecer mais uma vez tudo o que fez por mim. Ele foi cem por cento, merece o que tem e até muito mais. (...) Para a Copa, acho que primeiro vem o Brasil, depois a Argentina e a Alemanha. Mas eu acredito no Brasil e, como sul-americano, também vou torcer pela Argentina. | ” |

Em 1974, voltou ao Pará para defender o Paysandu, pelo qual jogou o Brasileirão daquele ano. Foi pelos alvicelestes que ele disputou o Re-Pa no futebol adulto. Foram dois clássicos, em amistoso em fevereiro (2-1 para o Remo) e em 0-0 em maio pelo certame nacional, em duelo polêmico com invasão de campo em função da indecisão do árbitro Romualdo Arppi Filho em confirmar ou não um gol bicolor validado pelo bandeirinha, agredido pelo presidente remista. A invasão encerrou forçadamente a partida e na confusão quatro torcedores chegaram a sofrer ferimentos a bala. O árbitro sumulou o resultado como 0-0, confirmando a anulação do gol. Apesar do ponto perdido, o "Papão" viria a conseguir vaga no hexagonal-semifinal da competição, no grupo que terminaria liderado pelo Cruzeiro.
O campeonato paraense daquele ano começaria em agosto, já sem Manoel Maria - que rumou ainda em 1974 ao extinto Colorado, clube que em 1989 originaria o Paraná Clube. O Colorado terminou como vice-campeão do campeonato paranaense, embora tivesse em Wolney o artilheiro do certame. Com Manoel Maria, a equipe pôde derrotar o Athletico Paranaense, mas terminou em segundo por quatro pontos a menos do que o campeão Coritiba.
Em 1975, o paraense chegou a acompanhar o amigo Pelé também no Cosmos, bem como Nelsi e Pitico, outros ex-santistas, assim como Ramón Mifflin; nos Estados Unidos, Manoel Maria registrou um gol e uma assistência ao longo de doze partidas da NASL, tendo defendido o Cosmos em 1975 também no torneio de futebol de salão promovido pela mesma liga. Mesmo com Pelé (igualmente contratado naquele ano) e outros reforços de renome, porém, o clube de Nova York demoraria dois anos para começar a ser campeão estadunidense. Manoel já não defenderia a equipe em 1976, ano em que acertou seu regresso ao Santos.
Sua nova chance no Santos ocorreu já no segundo semestre de 1976, apesar do conhecimento geral de que "Mamá" não vinha saindo-se bem em nenhum dos outros locais em que jogara desde que havia deixado o clube. A euforia pelo regresso chegou a render uma atuação nervosa em um primeiro treino; jogou mais onze vezes, a última delas em amistoso contra o XV de Jaú no estádio adversário, em setembro. Segundo o sítio eletrônico do próprio Santos e o livro de estatísticas santistas Almanaque dos Craques (publicado em 2021), o paraense totalizou 174 jogos e 34 gols entre as duas passagens, embora haja fontes apontando para 165 e 37, respectivamente.
A equipe seguinte de Manoel Maria foi a do Noroeste. Por este time de Bauru, disputou o campeonato paulista de 1977. Nesse mesmo ano, defendeu também o Corinthians de Presidente Prudente, com a temporada do "Corintinha" dando-se então na Série A2, ainda denominada Intermediária em 1977. Foi o último clube de Manoel Maria, que optou por aposentar-se ainda com 29 anos.

## Seleção
Manoel Maria não foi o primeiro jogador convocado para alguma Seleção Brasileira vindo diretamente do futebol paraense, mas foi o primeiro a efetivamente defendê-la, com jogos pela Seleção Brasileira Olímpica em 1968. O primeiro convocado havia sido Suíço, do Paysandu, para a Copa América de 1921, sem que pudesse embarcar; em 1959, Socó, do Remo, foi convocado à Seleção Brasileira Militar para o Sul-Americano de Forças Armadas, edição famosa por contar com a participação de Pelé pela equipe militar. Socó, porém, similarmente não pôde defendê-la, com a Federação Paraense de Futebol pedindo sua dispensa para que pudesse representar a Seleção Paraense na disputa paralela do Campeonato Brasileiro de Seleções Estaduais.
As primeiras duas partidas de Manoel Maria pelo Brasil deram-se em fevereiro de 1968, no Paraná, em amistosos preparatórios ao Pré-Olímpico que se realizaria na Colômbia no mês seguinte. Estreou em 7 de fevereiro na Vila Capanema contra o extinto Ferroviário, vencido por 2-1. O Ferroviário daria origem ao atual Paraná Clube e havia sido recentemente bicampeão paranaense em 1965 e 1966. O primeiro gol veio no amistoso seguinte, em derrota de 4-2 no estádio VGD para um combinado entre Londrina e União Bandeirante.
A estreia oficial de Manoel Maria, contra outra seleção, ocorreu em 19 de março, em um 0-0 com o Paraguai. Foi no Estádio Atanasio Girardot em Medellín, no Pré-Olímpico. Esteve no jogo seguinte, contra a Venezuela, onde o paraense marcou seu primeiro gol pelo Brasil, o segundo na vitória por 3-0, em Barranquilla. Nos dois jogos seguintes, o ponta-direita titular passou a ser Plínio, que acabou substituído pelo santista na partida posterior, novamente contra o Paraguai, em Bogotá, que perdeu por W.O.. Na partida seguinte, contra a anfitriã Colômbia, voltou à titularidade na vitória por 3-0 em Bogotá, encerrando a competição, em 9 de abril.
Antoninho Fernandes, o treinador a quem a convocação vinha sendo politicamente imposta por João Havelange, se rendeu: "Manoel Maria é craque mesmo. Ganhei da Colômbia fazendo o jogo pelo lado dele e nas primeiras bolas que pegou, driblou sempre o lateral deles, que era o principal apoiador do time. Depois daquela, o colombiano não saiu mais da "área", declarou. Antoninho conciliava o serviço à seleção olímpica com o cargo de técnico do Santos - logo intermediando a aquisição de "Mané" pelo clube alvinegro, além de confirmar o jogador para as Olimpíadas da Cidade do México. Antes dos jogos, em setembro, o ponta participou de um amistoso preparatório contra o clube familiar, o São Raimundo, treinado pelo pai Davi Natanael, jogando um tempo por cada equipe. Os santarenos venceram por 2-1.
Nas Olimpíadas (já em outubro), porém, o Brasil foi eliminado ainda na primeira fase, sem vencer: na estreia, Espanha venceu por 1-0 e os jogos seguintes foram empates com Japão (1-1) e Nigéria (3-3), no qual Manoel Maria marcou um dos gols brasileiros. Ao todo, foram sete jogos oficiais, aqueles contra outras seleções, e dois gols. Na ocasião dos Jogos Olímpicos de Verão de 2016, realizados no Brasil, Manoel Maria foi um dos homenageados em almoço promovido para exaltar ex-atletas olímpicos da Baixada Santista. Curiosamente, um dos colegas de Manoel Maria na seleção olímpica também torno-se personagem de destaque na Tuna Luso: o zagueiro Dutra, que na época jogava no Bonsucesso e depois treinaria a Tuna campeã brasileira da segunda divisão em 1985.
O bom desempenho no Santos rendeu-lhe inclusão na lista de 40 pré-convocados à Copa do Mundo FIFA de 1970, mas não ficou entre os 22 finais. Com a lesão de Rogério e em função de atuações "em que lembrou Mané Garrincha", a inclusão do paraense na lista final chegou a ser defendida em abril por Michel Laurence em desfavor de Jairzinho, que apresentava má fase. O colega Rildo tinha opinião similar: "o Vaguinho é ligeiro e dribla bem, mas faz o mesmo jogo do princípio ao fim. Mas o Manoel Maria é diferente: muda seu jogo durante a partida. O Jairzinho também só faz um tipo de jogo, é só a gente marcar em cima que acaba com ele. Mas o Manoel Maria é difícil de ser marcado, tanto de perto quanto de longe". No mês anterior, o paraense chegou a marcar duas vezes em uma goleada de 4-0 no clássico com o São Paulo pela Taça Cidade de São Paulo. Em maio, porém, o próprio jogador declarava não acreditar na convocação, achando que seu bom desempenho apareceu muito tardiamente, mas demonstrava confiança de que iria para a Copa do Mundo FIFA de 1974.
Porém, no mesmo mês de maio os boatos de sua convocação na vaga de Rogério ganharam força. Mesmo assim, não exibiu afobação: "o pessoal não parava de me chatear, dizendo que eu estava secando o Rogério. Eu só fiquei sabendo pelos jornais que poderia ser convocado, ninguém me disse nada. Eu também não tenho muita pressa, sou muito novo. Minha preocupação agora são os cabelos, que eu vou ter de cortar", declarou, referindo-se ao seu alistamento no Exército Brasileiro.
Ainda no fim de abril, com o corte de Rogério ainda não confirmado mas já imaginado, o técnico Zagallo inicialmente declarava indecisão entre chamar Manoel ou Vaguinho. Ao fim, os goleiros Félix e Ado convenceram o treinador a chamar Emerson Leão para a vaga, em uma época em que era incomum as seleções convocarem três goleiros ao torneio. Manoel Maria, que inicialmente havia permanecido na convocação após um primeiro corte na lista preliminar de 40 nomes, permaneceu em uma lista de espera para a posições ofensivas - junto ao próprio Vaguinho (Atlético Mineiro), Edu Coimbra (America), Claudiomiro (Internacional) e Arilson (Flamengo).
Visto como promessa para o futuro, Manoel Maria acabou não tendo mais chances na seleção em função do acidente automobilístico que abreviou-lhe a carreira. Além dele, somente outro jogador defendeu o Brasil vindo do futebol paraense - Rosemiro, do Remo, que igualmente defendeu a equipe Olímpica, entre 1975 e 1976. Os demais paraenses presentes na seleção, a exemplo dos pioneiros Abelardo de Lamare e Rolando de Lamare (1914), dos mundialistas Pamplona (1930), Sócrates (1982 e 1986), Paulo Victor (1986) e Giovanni (1998), dos sul-americanos Mimi Sodré (1916), Vevé (1945 e 1946), Octávio Moraes (1949), Zé Maria (1959 extra) e Paulo Henrique Ganso (2011 e 2016), além de Ivan Mariz, Quarentinha, Charles Guerreiro e Rony, foram todos convocados a partir de equipes de fora do Pará.

## Após parar
Chegou a abrir na década de 1980 uma imobiliária com seu nome, em Santos, inclusive em sociedade com outro paraense, o lateral Paulo Robson, que jogava na época no Santos, onde foi campeão paulista de 1984. Na década de 1990, foi o treinador do primeiro time de futebol feminino do Santos, promovendo em 1997 a estreia profissional das chamadas "Sereias de Vila".
Em 2001, em um júri formado pelo Diário do Pará por 21 cronistas esportivos paraenses com mais de 50 anos de idade, Manoel Maria foi eleito para a seleção paraense do século XX  - alinhada com Dico, Oliveira, Dutra, Socó e Cuca; Natividade, Quarentinha e China; Manoel Maria, Alcino e Neves, treinados por Miguel Cecim. Cerca de vinte anos depois, em 2020, quatorze dos eleitores seguiam vivos e foram novamente consultados. Deles, somente três entenderam pertinente fazer alterações, mas mesmos estes não retiraram Manoel da escalação. Ocasionalmente, Manoel Maria é escalado para o time ideal do Santos na preferência de alguns dos jurados reunidos pela revista Placar, ainda que termine de fora da onzena eleita; em 1982, superado por Dorval para o posto de ponta-direita, recebeu voto de Zélio Alves Pinto; em 2025, o próprio Manoel Maria foi um dos jurado e, embora não tenha incluído a si próprio na escalação que propôs, foi votado por Marcos Frota.
Manoel Maria veio a especializar-se em treinar categorias de base. Na do Santos, chegou a trabalhar com Diego e Robinho. Também tinha a sua própria escolinha. Ela, após receber auxílio financeiro do amigo Pelé para evitar o fechamento, gerou o Litoral Futebol Clube, em sociedade com Pelé e Clodoaldo. Lá continuou a trabalhar na busca por novos talentos, incluindo com vindas ao Pará, junto com o mesmo Paulo Robson e com Aarão Alves, filho do ex-ponta-direita. Em 2010, o Litoral juntou-se ao tradicional Jabaquara, em parceria que foi gerenciada por Manoel Maria. Nos juvenis do Jabaquara, trabalhou com Geuvânio.
Na década de 2010, também trabalhou na secretaria municipal de esportes da cidade de Santos, onde reside. A parceria dentro e fora dos gramados com Pelé rendeu amizade de cerca de cinquenta anos, com Pelé chegando a auxiliar-lhe financeiramente também na própria lua-de-mel do paraense. Em contrapartida, Manoel Maria chegou a treinar um dos filhos de Pelé, Joshua, treinado no Santos também por dois filhos do paraense, Aarão e André Alves.
Em 2014, seu filho Aarão, que tornou-se técnico da equipe sub-17 do Santos, também escapou vivo de um seríssimo acidente automobilístico, no qual o carro foi totalmente consumido pelo fogo. Aarão, o pai Manoel e o velho sócio do ex-ponta, o também paraense ex-santista Paulo Robson, seguiram por anos prestando serviços aos alvinegros, incluindo captação de novos jogadores no Pará, tal como faziam no extinto Litoral. Manoel também já observou talentos nos juvenis da Portuguesa Santista, em 2013.
Na esfera pessoal, permaneceu casado por mais de cinquenta anos com Léa Alves, já sua noiva na ocasião do acidente automobilístico sofrido em 1970. Com ela, falecida em 2021, teve de filhos também Felipe, além de Aarão e André. O casal também teve de netos David, Breno, Henrique, Isabela e Manuela.
Por ocasião da morte e funeral de Pelé, diversos veículos de imprensa referiram-se a Manoel Maria como seu "melhor" e/ou "mais longevo amigo". Chegou a explicar ao UOL que o próprio projeto do Litoral Clube teria sido criado em seu benefício e de sua família por Pelé, a partir de uma escolinha, "para que eu, minha falecida esposa e meus dois filhos pudéssemos trabalhar". À mesma reportagem, também daria essas outras declarações sobre sua grande proximidade com Pelé:
| “ | Ser o melhor amigo do Pelé foi um dos meus maiores feitos nessa terra. Certa vez perguntei para ele como eu tinha conseguido conquistá-lo. E sabe o que ele respondeu? 'Coisa de Deus'. E eu nem tive como discordar, nós tínhamos uma conexão linda. Coisa de eu pensar nele e ele me ligar. Teve um dia em que ele estava fora do país e ele me mandou a foto de um iate com meu nome gravado na madeira e me escreveu "achei seu barco, Mamá", que é meu apelido criado por ele. E pegou, me chamam assim até hoje! (...) Pelé era rodeado de pessoas. Todos os dias apareciam fãs, admiradores e curiosos do mundo todo. E ele me escolheu! Logo eu, menino simples de Santarém, lá do Norte. (...) Eu não sei dizer quando começamos a nos ver fora de campo. Foi natural, quando me dei conta, estava na casa dele todo o final de semana. E o Pelé era um cara muito restrito, gostava muito da intimidade e não cedia isso a muitos. Fui um privilegiado. (...) Tinha café? Eu estava. Almoço de domingo? Eu estava. Até mesmo em aniversários, onde tinham apenas os familiares e eu. (...) Foi em um desses aniversários reservados, na casa da mãe dele, que aconteceu uma das coisas mais lindas que já vi. Tenho marcado no meu coração. No meio da festinha, conversando e lembrando de histórias que passamos, ele se aproximou da dona Celeste e disse: 'Dona Celestinha, eu quero que você me explique por quê eu tenho um irmão claro?'. Aquilo ali me pegou de surpresa. E somos dois chorões. (...) Eu às vezes acho que ainda não caiu a ficha. Tem dias em que acordo e quero ligar. Acontece uma coisa boa, quero contar. Nossa amizade envolveu muito amor, respeito e companheirismo. Eu serei grato a minha vida toda, por tudo que ele fez por mim e pela minha família. Que Deus o abençoe muito. | ” |

Apesar de sua passagem pelo Paysandu ser individualmente avaliada como sem êxito, ainda que integrante de campanha semifinalista do Brasileirão de 1974, foi homenageado em abril de 2024 por esse ex-clube - quando a equipe veio à Vila Belmiro enfrentar o Santos na rodada inaugural da Série B de 2024. Na ocasião, recebeu de Vandick uma camisa da equipe alviazul e carteira de sócio. Manuel já havia sido homenageado em confraternização anual realizada desde a década de 1980 no estádio da Curuzu, algo que o inspirara a promover confraternizações semelhantes com os veteranos do Santos.

## Títulos

### Santos[19]
- Campeonato Brasileiro: 1968 (Robertão)
- Campeonato Paulista: 1969 e 1973
- Supercopa Sul-Americana dos Campeões Intercontinentais de 1968
- Recopa dos Campeões Intercontinentais: 1968
- Torneio da Amazônia: 1968
- Torneio Internacional de Santiago: 1970
- Taça Cidade de São Paulo: 1970